# Yū Imai
 Yū Imai  ou Yu, Yuu (今井優, Imai Yū, née le 17 avril 1985 à Saitama, Japon) est une ex-chanteuse et idole japonaise, ex-membre du groupe de J-pop AKB48 (Team B). Elle débute en 2006 avec la Team K. En 2007, elle double l'un des personnages de la série anime ICE et participe au groupe ICE from AKB48 créé pour l'occasion, ainsi qu'au groupe Crayon Friends from AKB48 créé pour l'anime Crayon Shin-chan. Elle quitte AKB48 peu après en juin 2007.